# Monte Hutapanjang
Monte Hutapanjang (en indonesio: Gunung Hutapanjang) es un estratovolcán en la isla de Sumatra, al oeste del país asiático de Indonesia. Poco se sabe acerca de este volcán. Sin embargo, investigaciones recientes muestran una cantidad inusual y alta de radiación que se emite desde la zona.[cita requerida] El monte llega a alcanzar los 2021 metros sobre el nivel del mar.